# Mont Mégantic
Mont Mégantic är ett berg i Kanada.   Det ligger i provinsen Québec, i den sydöstra delen av landet, 400 km öster om huvudstaden Ottawa. Toppen på Mont Mégantic är 1 107 meter över havet.
Terrängen runt Mont Mégantic är huvudsakligen lite kuperad. Mont Mégantic är den högsta punkten i trakten. Runt Mont Mégantic är det mycket glesbefolkat, med 2 invånare per kvadratkilometer..
I omgivningarna runt Mont Mégantic växer i huvudsak blandskog.